# Latropiscis
Latropiscis is een geslacht van straalvinnige vissen uit de familie van de draadzeilvissen (Aulopidae).

## Soort
- Latropiscis purpurissatus (Richardson, 1843)